# 賽勒斯 (堪薩斯州)
賽勒斯（英語：Cyrus）是位於美國堪薩斯州特里戈縣的一個鬼鎮。

## 歷史
賽勒斯的郵政局於1880年設立，直到1889年結束營運。

## 地理
賽勒斯所處的海拔為高於海平面917米（即3008英呎），而該地所採用的時區為UTC-6，即北美中部時區（CST）。同時該地設有夏令時間，為UTC-6調快一小時，即UTC-5（CDT）。